# تقطير شريط الغزل
تقطير شريط الغزل في الكيمياء (بالإنجليزية:spinning band distillation) هي تقنية لفصل مكونات مخلوطات السوائل ذات درجة غليان متقاربة. عند تقطير السوائل ذات نقطة غليان متقاربة تكون الأبخرة مختلطة وليست نقية. وتساعد أعمدة التجزئة على فصل المكونات وذلك باتاحة الفرصة لمخلوط الأبخرة لكي يبرد ويتكثف، ثم يتبخر ثانيةً طبقاً لقانون راؤول. ومع كل دورة من دورات التكثيف والتبخير يتركز البخار بنوع معين من السوائل المكونة للمخلوط. وتعمل زيادة سطح المكثف على زيادة عدد الدورات، وبالتالي تحسين التقطير.
وتعتبر طريقة التقطير بشريط الغزل تطويراً لعملية التقطير الموصوفة أعلاه، وذلك باستخدام شريط حلزوني دوّار مصنوع من التفلون أو معدن خامل داخل عمود التكثيف، فيعمل على نطر الأبخرة الصاعدة والسائل المتكثف الهابط وتوزيعهما على سطح المكثف الداخلي، بذلك يتحسن التداخل بين الأبخرة والسائل، ويتحسن أيضاً التوازن ويتحقق عدد أكبر من دورات التكثيف والتبخير.

## استخداماته
يستعمل التقطير بشريط الغزل لتنقية المذيبات المستهلكة والتي تتكون من عدة مذيبات أو تحتوي عل مواد كيميائية.

## اقرأ أيضاً
- تقطير جزئي
- تقطير النفط
- تقطير إتلافي
- تقطير جاف
- معادلة فينسك
- طبق نظري